# Бігунець рудий
Бігунець рудий (Cursorius rufus) — вид сивкоподібних птахів родини дерихвостових (Glareolidae).

## Поширення
Вид поширений в Південній Африці. Трапляється в Південно-Африканській Республіці, Намібії, на півдні Ботсвани та Анголи. Мешкає у пустельних і напівпустельних районах, але уникає піщаних пустель.

## Опис
Дрібний птах, завдовжки 20—22 см, вагою до 75 г.

## Спосіб життя
Живе у відкритих місцевостях з невисокою рослинністю. Наземний птах. Живляться комахами, рідше насінням.